# Agugliano
Agugliano (Gujjà in dialetto anconetano) è un comune italiano di 4 619 abitanti della provincia di Ancona nelle Marche.

## Geografia fisica
Agugliano sorge su un colle (203 m s.l.m.) a circa 15 km ad ovest di Ancona. Il comune conta 4 frazioni: Castel d'Emilio, Il Molino, La Chiusa e il Borgo Ruffini.
Agugliano, insieme ai comuni limitrofi di Camerata Picena, Offagna, Polverigi e Santa Maria Nuova, fa parte della Terra dei Castelli. La denominazione deriva dal fatto che questi comuni sono formati da numerose fortificazioni, un tempo destinate alla difesa e alla salvaguardia della città di Ancona.
Inoltre, Agugliano è inserito tra i Comuni della "Riviera del Conero e Colli dell'Infinito", un ente di riferimento del comparto turistico che comprende 16 Comuni delle Marche. In origine comprendeva i comuni dell'area del Conero ma, di recente, sono stati inclusi anche alcuni comuni limitrofi, tra cui appunto Agugliano.

## Storia
Agugliano e la sua frazione Castel d'Emilio furono, nel Medioevo, due dei circa venti castelli di Ancona, per secoli sudditi della Repubblica marinara. Come il resto del Contado, videro spesso attacchi e rappresaglie da parte di quegli invasori che tentavano di attaccare Ancona.
La prima notizia su Agugliano si trova in una bolla di papa Alessandro II datata 26 dicembre 1062 dove si cita la Ecclesia Sanctae Mariae de Auguliano; mentre la prima testimonianza del Castrum Agulliani risale al 1356, quando è elencato nella Descriptio Marchiae del cardinale Albornoz.
Agugliano si resse poi in libero Comune con propri Statuti a partire dal 1390. Con l'occupazione pontificia della Repubblica di Ancona nel 1532, e la conseguente fine dell'indipendenza anconitana, Agugliano divenne comune autonomo, ufficializzato con statuti omologati nel 1565 da San Carlo Borromeo, allora governatore di Ancona.
Il 9 gennaio 1947 nacque ad Agugliano il cardinale Antonio Vico, che ricoprì importanti cariche per la Chiesa come delegato apostolico in Colombia, nunzio apostolico in Belgio e in Spagna.

### Simboli

Il gonfalone comunale

La blasonatura ufficiale dello stemma di Agugliano è la seguente:

La descrizione del gonfalone è la seguente:
Lo stemma e il gonfalone del comune di Agugliano sono stati concessi con decreto del presidente della Repubblica del 21 dicembre 1989.

## Monumenti e luoghi d'interesse
Il castello
Il castello ha subito rimaneggiamenti tali che le antiche emergenze sono state distrutte o modificate in maniera irreversibile.
Ciononostante l'antico perimetro murario è individuabile grazie anche all'ausilio di una mappa ottocentesca che ci mostra un circuito ad andamento irregolarmente poligonale.
Castel d'Emilio
Il castello, che sorge a circa 2,4 km da Agugliano, è di origine medievale e conserva parti delle mura e una porta con merlatura guelfa.
Chiesa del Santissimo Sacramento
Ogni anno vi si celebra la festa di Sant'Anastasio, patrono di Agugliano. Eretta dal nativo Comune nel XVI secolo, conserva all'interno, nel lato sinistro, la tela seicentesca del pittore anconetano Antonio Francesco Peruzzini, che raffigura Madonna con Bambino fra angeli e i Santi Anastasio e Antonio da Padova. Sul lato destro il monumento funebre del Cardinale Vico e un antico crocifisso. Nell'abside la tela della Santissima Trinità con la Vergine Maria, San Giuseppe e San Carlo Borromeo, quest'ultimo, governatore di Ancona nel 1565, anno in cui Agugliano divenne comune autonomo.
Chiesa di Santa Maria a Nazareth
Seppur la sua costruzione sia avvenuta nel 1304, l'attuale edificio è una ristrutturazione avvenuta nel 1926 per opera del Cardinale Vico. Questi infatti fece ristrutturare la canonica, demolire il campanile a vela e costruire l'attuale campanile.
Chiesa di Sant'Anna (Borgo Ruffini)
Di proprietà dei marchesi Ruffini, fu edificata sul finire del XVI secolo. Alla morte di Giovanni Ruffini (1824) la piccola chiesa, per volontà testamentaria, divenne proprietà comunale.

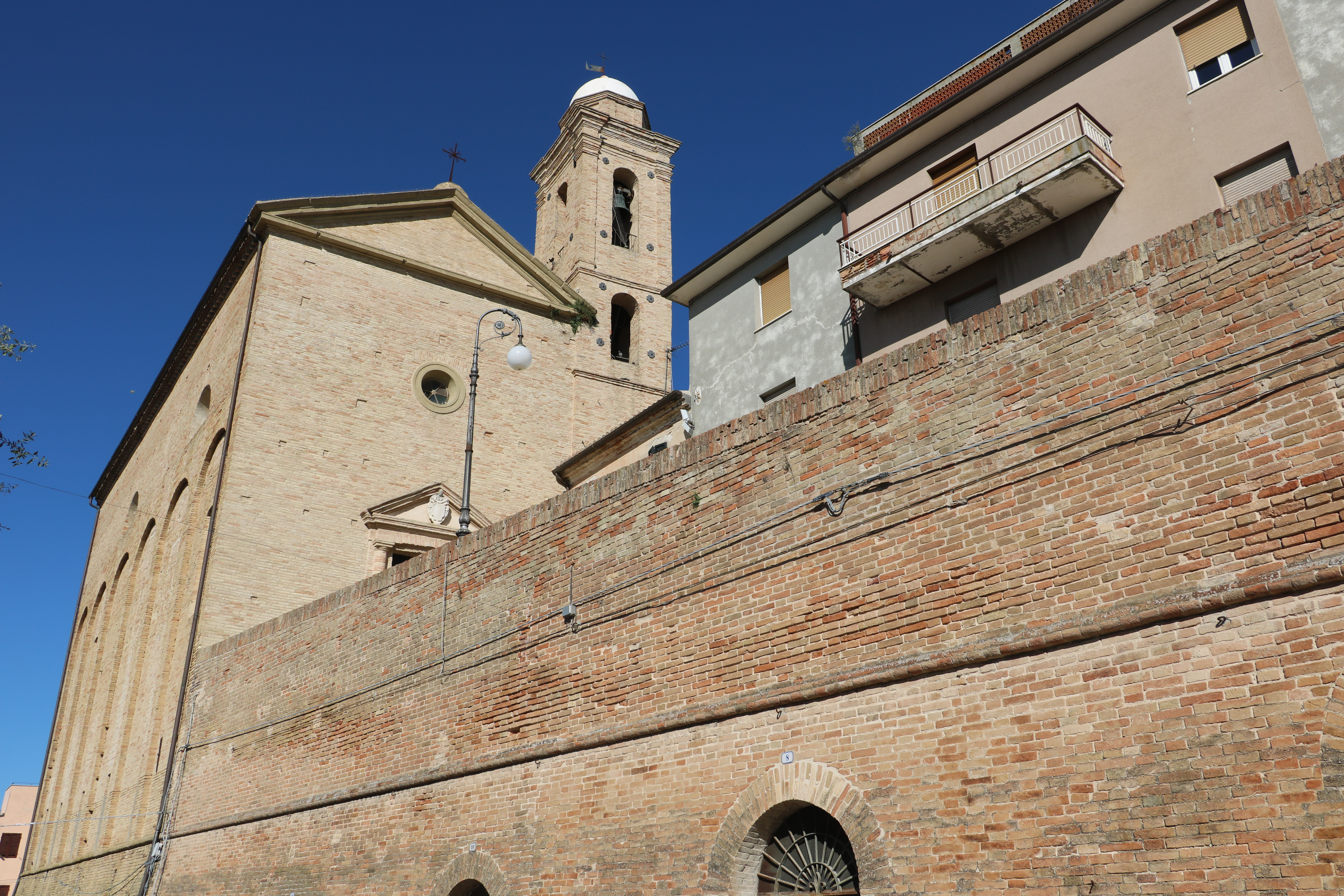
Chiesa del SS. Sacramento.
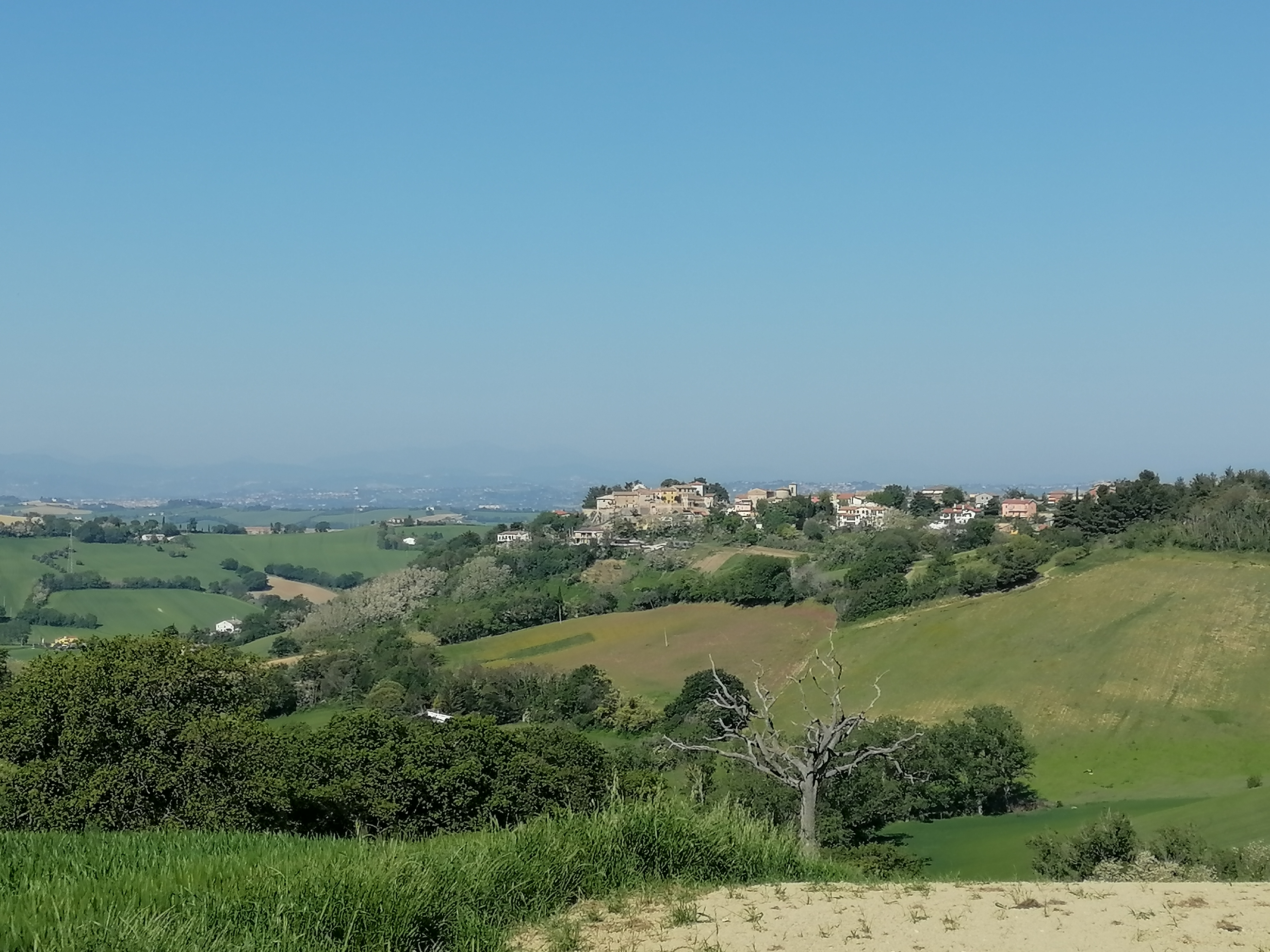
Veduta del Borgo di Castel d'Emilio con la campagna circostante.
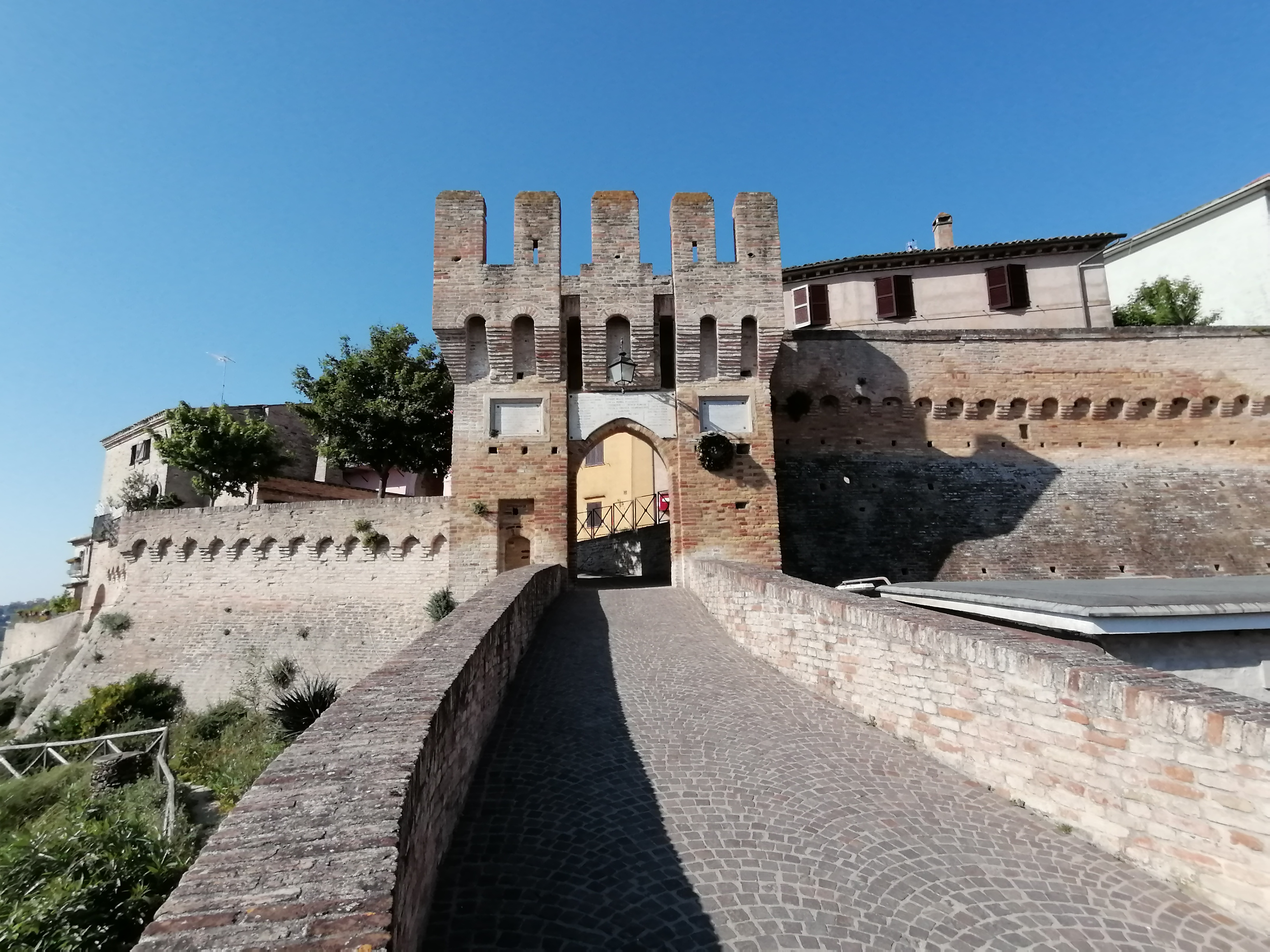
Le mura pontelliane di Castel d'Emilio.

## Società

### Evoluzione demografica
Abitanti censiti

### Dialetto
Il vernacolo aguglianese originario, simile a quello delle limitrofe Polverigi ed Offagna, presentava, frammisti, caratteri jesini ed osimani, peraltro tra loro molto simili, essendo tali centri situati pressoché a metà strada tra Jesi ed Osimo. Successivamente però, la vicinanza e la frequenza, per motivi di studio o di lavoro, di città come quelle prima citate, ma soprattutto del capoluogo Ancona, ha finito con l'"appannare" o addirittura cancellare l'antica parlata: questo fa sì che per via degli influssi esterni, specialmente anconetani ma anche dell'italiano standard (a cui si potrebbe aggiungere il cosiddetto "romanesco televisivo"), si è oggi in presenza di una grande distanza, e perciò di una scollatura e frattura, tra il dialetto dei settanta-ottantenni, quello delle persone di mezza età e ancor più quello dei giovani.
Un altro problema, questa volta squisitamente interno, si presentava, in parte si presenta presso gli interlocutori più anziani, con la diversità d'uso del dialetto aguglianese. È infatti stato possibile riscontrare un vernacolo proprio del centro storico del paese (Piazza, la Mura, Pradellu, Castellaro), leggermente diverso da quello del Borgu Ruffini, che costituisce la prima periferia, e ancor più diverse sono le parlate del Molino e della Chiusa, che presentano influssi jesini e chiaravallesi; inoltre la presenza di certe "n" velari a Castel d'Emilio, al confine col comune di Camerata Picena, e una certa "sincopatura" nella dizione riscontrata nel centro storico, rivelano scarse, ma reali tracce di elementi gallo-italici, del resto più frequenti ad Ancona, ed ancor più a Castelferretti, Montemarciano e Senigallia.
Ferma restando comunque l'appartenenza dell'aguglianese alla famiglia dialettale italiana centrale (laziale-umbro-marchigiana), per la precisione perimediana (Roma-Perugia-Ancona), si possono passare ad analizzare i suoi tratti essenziali, compresi quelli caduti ormai in disuso:
- vi è una lenta e progressiva scomparsa dell'assimilazione di ND a NN, ancora vitale invece a Jesi ed Osimo: per cui, per il doppio influsso anconetano ed italiano, si avranno sempre più spesso mondo e quando in luogo degli originari monno e quanno;
- la "d" intervocalica jesina-osimana, frutto della lenizione di "t", torna sempre più spesso ad essere pronunciata con la consonante originaria (cantato e non più cantado);
- resiste invece, quasi sicuramente per via della sua contemporanea presenza nell'anconetano, la lenizione di "c" in "g" (pogo, garbo');
- paiono poi ancora inattaccabili le pronunce "sc" e "sg" di "c" e "g", per cui avremmo sempre "scerèsgi" per "ciliegi";
- la "v" intervocalica tende sempre meno a dileguarsi: perciò si ha sempre meno piòe e sempre più piove, ed éa si italianizza sempre più in avéa o addirittura in aveva.

## Infrastrutture e trasporti

### Strade
Il comune è collegato al capoluogo e ai comuni limitrofi tramite strade provinciali.

### Mobilità urbana
- Il paese è raggiungibile tramite autolinee della società Conerobus.

## Amministrazione
| Periodo        | Periodo        | Primo cittadino | Partito                           | Carica  | Note          |
| -------------- | -------------- | --------------- | --------------------------------- | ------- | ------------- |
| 23 aprile 1995 | 11 giugno 2004 | Sergio Braconi  | Lista civica di centro-sinistra   | Sindaco | [ 9 ] [ 10 ]  |
| 12 giugno 2004 | 25 maggio 2014 | Sauro Lombardi  | Lista civica Agugliano ci unisce  | Sindaco | [ 11 ] [ 12 ] |
| 26 maggio 2014 | 9 giugno 2024  | Thomas Braconi  | Lista civica Progetto comune - PD | Sindaco | [ 13 ]        |
| 10 giugno 2024 | in carica      | Paolo Perucci   | Lista civica Progetto comune      | Sindaco | [ 14 ]        |

### Gemellaggi
- Jonage

## Sport

### Calcio
La squadra di calcio a 11 è l'Agugliano Polverigi calcio che però è anche di Polverigi e gioca in Seconda Categoria.
C'è anche una società di calcio a 5.

### Pallavolo
La prima squadra di pallavolo dell'Agugliano gioca in serie C.